# يونس حجوج
يونس حجوج ولد في 1860 في تونس العاصمة وتوفي في 1949 في نفس المدينة، هو سياسي تونسي.

## السيرة الذاتية
يونس هو خال الطاهر بن عمار (آخر وزير أكبر تونسي). تزوج من زبيدة حفيدة العربي زروق.

زاول تعليمه في معهد كارنو بتونس ثم في معهد سان لوي في باريس. في 1897، عين في منصب قائد-حاكم توزر ثم ماطر. شغل منصب وزير القلم في حكومة الهادي الأخوة بين 1932 و1935.